# Реки Новой Зеландии
В Новой Зеландии расположено большое количество рек, однако из них подавляющее большинство представляет собой небольшие речушки. Так, во время поездки вокруг вулкана Таранаки, расположенного на острове Северный, новая река встречается примерно на каждом километре. В целом же, на острове Южный имеется около 40 крупных речных систем, а на острове Северный — около 30.

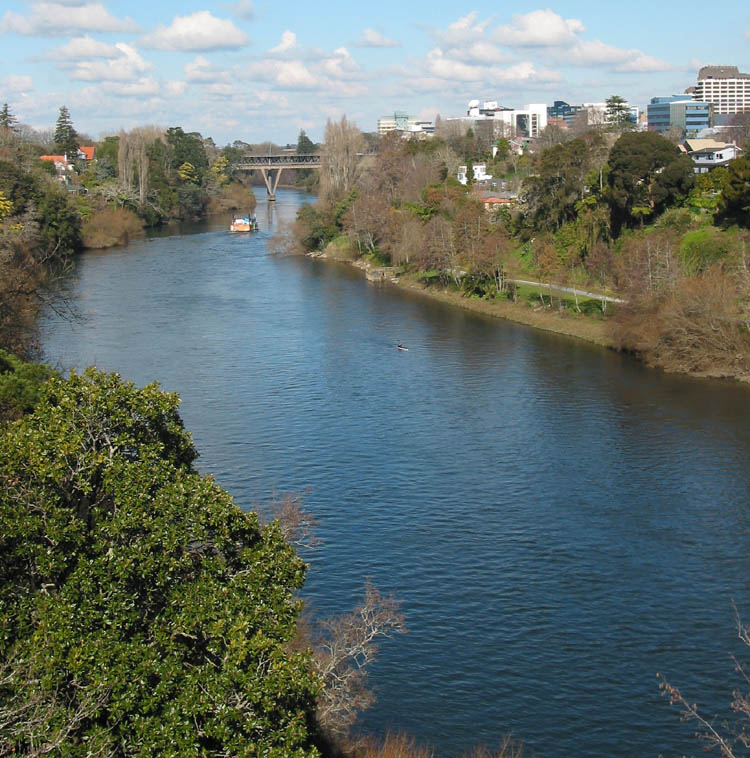
Уаикато — самая длинная река река Новой Зеландии

Большинство рек Новой Зеландии имеет либо дождевое, либо снеговое питание. Многие из них берут своё начало в высокогорных местностях, стекая затем на равнины и впадая, в конце концов, или в Тасманово море, или в Тихий океан.
Самой длинной рекой страны является река Уаикато, длина которой составляет 425 км. Крупнейшей же рекой по расходу воды считается Клута (около 614 м³/с).
Через многие реки, у которых широкие поймы или на которых имеются водоудерживающие дамбы, перекинуты многочисленные мосты. Так, через реку Ракаиа проходит самый длинный мост в Новой Зеландии (1757 м). Общая же длина рек, нанесённых на новозеландские карты, составляет около 180 тысяч км.
С давних времён новозеландские реки имеют широкое применение. Представители коренного новозеландского народа, маори, а также первые европейские колонисты использовали реки для передвижения. Всего же в Новой Зеландии около 1609 км рек являются судоходными, однако большинство из них в настоящее время не играет важной транспортной роли. Большинство рек в настоящее время используется в туристических целях и для отдыха: рафтинга, гребли, плаванию на байдарках. Новая Зеландия является одной из немногих стран Океании, в которое развито производство гидроэлектроэнергии. На многих новозеландских реках действуют многочисленные гидроэлектростанции.

## Список двадцати самых длинных рек
|                                       |              |
| \| Северный остров \| Южный остров \| |              |
| Северный остров                       | Южный остров |

|     | Название реки     | Длина (км) | Длина (мили) | Площадь бассейна (км²) | Впадает в      | Протекает по регионам   |
| --- | ----------------- | ---------- | ------------ | ---------------------- | -------------- | ----------------------- |
| 1.  | Уаикато           | 425        | 264          | 13 701                 | Тасманово море | Уаикато                 |
| 2.  | Клута             | 322        | 200          | 21 960                 | Тихий океан    | Отаго                   |
| 3.  | Уонгануи          | 290        | 180          | 7380                   | Тасманово море | Манавату-Уангануи       |
| 4.  | Таиери            | 288        | 179          | 1865                   | Тихий океан    | Отаго                   |
| 5.  | Рангитикеи        | 241        | 150          | 3186                   | Тасманово море | Манавату-Уангануи       |
| 6.  | Матаура           | 240        | 149          | 728                    | пролив Фово    | Саутленд                |
| 7.  | Уаиау             | 217        | 135          |                        | пролив Фово    | Саутленд                |
| 8.  | Уаитаки           | 209        | 130          | 11 820                 | Тихий океан    | Отаго, Кентербери       |
| 9.  | Кларенс           | 209        | 130          | 3289                   | Тихий океан    | Марлборо                |
| 10. | Орети (река)      | 203        | 126          | 1160                   | пролив Фово    | Саутленд                |
| 11. | Рангитаики (река) | 193        | 120          | 2849                   | Тихий океан    | Бей-оф-Пленти, Хокс-Бей |
| 12. | Манавату (река)   | 182        | 113          | 5947                   | Тасманово море | Манавату-Уангануи       |
| 13. | Буллер (река)     | 177        | 110          | 6501                   | Тасманово море | Уэст-Кост               |
| 14. | Темс (или Уаихоу) | 175        | 109          |                        | Тихий океан    | Уаикато                 |
| 15. | Мохака            | 172        | 107          | 2357                   | Тихий океан    | Хокс-Бей                |
| 16. | Уаирау            | 169        | 105          | 4222                   | пролив Кука    | Марлборо                |
| 17. | Уаиау             | 169        | 105          | 3289                   | Тихий океан    | Кентербери              |
| 18. | Фангаэху          | 161        |              |                        | Тасманово море | Манавату-Уангануи       |
| 19. | Уаимакарири       | 161        | 100          | 2590                   | Тихий океан    | Кентербери              |
| 20. | Мокау (река)      | 158        | 98           | 1424                   | Тасманово море | Таранаки                |

## Другие реки длиннее 100 км
- Аватере[англ.]
- Апарима[англ.]
- Грей[англ.]
- Матуэка[англ.]
- Нгаруроро (река)
- Патеа
- Ракаиа
- Рангитата[англ.]
- Руамаханга
- Тукитуки
- Туракина[англ.]
- Уаироа (Бей-оф-Пленти)[англ.]
- Уаироа (Нортленд)
- Хурунуи[англ.]